# Mariusz Pawełek
Mariusz Pawełek (17 de març de 1981, Lubomia, Polònia) és un futbolista polonès que des del 2014 juga pel Śląsk Wrocław.